# Kazașka Reka, Varna
Kazașka Reka (în bulgară Казашка Река) este un sat în comuna Avren, regiunea Varna,  Bulgaria. 

## Demografie
Componența etnică a satului Kazașka Reka
     Bulgari (88,42%)
     Nicio identificare (11,57%)
     Altele (0%)
La recensământul din 2011, populația satului Kazașka Reka era de 242 locuitori. Din punct de vedere etnic, majoritatea locuitorilor (88,42%) erau bulgari. Pentru 11,57% din locuitori nu este cunoscută apartenența etnică.